# Dana Akl
Dana Khaled Abdelmoneim Akl, née le 21 juillet 1997, est une nageuse égyptienne.

## Carrière
Elle remporte la médaille de bronze du 5 km de nage en eau libre aux Championnats d'Afrique de natation 2018.